# (34192) Sappington
2000 QE50 (asteroide 34192) é um asteroide da cintura principal. Possui uma excentricidade de 0.08689530 e uma inclinação de 2.24811º.
Este asteroide foi descoberto no dia 24 de agosto de 2000 por LINEAR em Socorro.